# Kemisk serie
En kemisk serie är en grupp av grundämnen och i vissa fall andra kemiska ämnen vilkas fysikaliska och kemiska egenskaper förändras progressivt från ena ändan till den andra i serien.
En del kemiska serier som tilldrog sig intresse tidigt i kemins historia visade sig motsvara grupper (kolumner) i periodiska systemet när det upptäcktes. Detta beror på att ämnenas fysikaliska egenskaper hänger ihop med atomernas elektronkonfiguration, vilken placerar ämnena i samma grupp. Andra serier inom kemin, till exempel elektrokemiska spänningsserien och spektrokemiska serien, uppkommer av andra orsaker.